# شوغیک گریگوریان
شوغیک (شوغر) هاکوبی گریگوریان (ارمنی: Շողիկ (Շողեր) Հակոբի Գրիգորյան؛  ۴ ژوئیهٔ ۱۹۸۸) یک بازیگر سینما و تئاتر اهل ارمنستان است. وی از سال میلادی تا کنون مشغول فعالیت می‌باشد.

## زندگی‌نامه
وی در ۴ ژوئیهٔ ۱۹۸۸ ‏در ایروان به دنیا آمد و از انستیتو دولتی سینما و تئاتر ایروان فارغ‌التحصیل شد. 